# كاهانية
الكاهانية (Kahanism) هو مصطلح يستخدم في اللهجة السياسية الإسرائيلية يشير، إلى ايديولوجيه الحاخام مائير كاهانا وباروخ مارزل، وبشكل عام، إلى الحركات أو الجماعات غيرها من الجناح اليميني الديني الصهيوني التي تشترك في انتهاج المبادئ الأساسية لتلك الأيديولوجيه، من بينها فكرة أن دولة إسرائيل ينبغي ان تحكم بشكل ثيوقراطي، وينبغي الاتفاق على المواطنة الكاملة لليهود حصراً
في 1983 تم إلقاء القبض على مجموعة يهودية متطرفة حاولت في الليل اقتحام المسجد الاقصى من طرفه الجنوبي والاستيطان فيه، وكان بعض أفراد المجموعة مدججين بالسلاح ويرتدون الزي العسكري الإسرائيلي، ويحملون معاول وأكياس مليئة بالمتفجرات، وقد ذكر أنهم من مستوطنة كريات أربع وطلاب مدرستها الدينية وهم أعضاء في حركة كاخ التي مائير كاهانا وباروخ.

## أيديولوجيا
الكاهانية هي أيديولوجية صهيونية دينية تعكس المواقف التي تبناها الحاخام كاهانا وباروخ مارزل. اقترح كاهانا وباروخ مارزل أن تطبق دولة إسرائيل القانون اليهودي، كما دونه موسى بن ميمون، والذي بموجبه يتوجب على غير اليهود الذين يرغبون في الإقامة في إسرائيل القبول بواحد من ثلاثة خيارات: البقاء "كغرباء مقيمين" مع جميع الحقوق باستثناء الحقوق الوطنية، مغادرة البلاد مع الحصول على تعويض كامل أو التعرض للترحيل القسري في حال رفض الإمكانيتين السابقتين.

ترتكز الكاهانية على الإيمان بأن الغالبية العظمى من العرب المقيمين في إسرائيل هم أعداء لليهود ولإسرائيل وسيبقون كذلك، وبوجوب تأسيس دولة ثيوقراطية يهودية تتبع شرع الهالاخاه وتثني السكان غير اليهود عن حق التصويت. هذه الدولة المتصوَّرة تشمل الأراضي التي تحتلها إسرائيل اليوم، فضلًا عن أجزاء من الأراضي المصرية، الأردنية، اللبنانية، السورية والعراقية الحديثة.

علم حركة كاخ

## كاهانيون بارزون

### باروخ جولدشتاين
عام 1994 نفذ باروخ جولدشتاين، أحد أنصار حركة كاخ، عملية إرهابية أطلق فيها النار على 29 من المصلين المسلمين وجرح 150 آخرين في الحرم الإبراهيمي في الخليل. كان جولدشتاين طبيبًا نشأ في بروكلين وتلقى تعليمه في كلية ألبرت أينشتاين للطب في برونكس، ثم استقر في مستوطنة كريات أربع في الضفة الغربية المحتلة. رأى جولدشتاين في كاهانا بطلًا،  وقد أدار حملة كاهانية عندما ترشح للبرلمان الإسرائيلي عن طريق حزب كاخ.  آمن هو وغيره من المستوطنين المتدينين معتنقي الكاهانية أن الأراضي التوراتية في الضفة الغربية مقدسة، وأن الله أمر اليهود باحتلالها وإخلائها من المسلمين الذين يدنسون قدسيتها. عقب المذبحة التي نفذها، أشاد أعضاء حزب كاخ بتصرفات جولدشتاين، بيد أن الاضطرابات السياسية التي تلتها دفعت بالكنيست الإسرائيلي إلى حظر حركة كاخ في إسرائيل.
قبل انضمامه للكنيست الإسرائيلي، ظهر قائد الحزب السياسي المتدين "عظمة يهودية" ووزير الأمن القومي في إسرائيل إيتمار بن غفير في إحدى المقابلات مع صورة جولدشتاين معلقة في منزله، وادعى في سياق موالاته له بأن "الانتقام هو أمر أخلاقي"، وأردف بقوله إن "د. جولدشتاين انتقم وأنا لا أشجب هذا الفعل". لاحقًا، أقدم بن غفير على إزالة صورة جولدشتاين من منزله مع انخراطه في عالم السياسة.

### يوئيل ليرنر
في أكتوبر 1982، حاول عضو كاخ يوئيل ليرنر تفجير قبة الصخرة في القدس بغية إعادة بناء موقع جبل المعبد. حُكم عليه بالسجن لمدة عامين، وكُتب عنه أنه "يتوق إلى مجتمع يهودي في إسرائيل. وكان يطمح إلى ترميم الهيكل القديم في القدس، الحق الحصري لليهود في الاستيطان في الضفة الغربية لنهر الأردن وإنشاء دولة على أساس الشرع التوراتي".

### عيدن ناتان-زاده
في 4 أغسطس 2005، قتل عيدن ناتان-زاده، وهو جندي في الجيش الإسرائيلي، أربعة مواطنين من العرب في إسرائيل وأصاب آخرين عدة عندما أطلق النار على حافلة في بلدة شفاعمرو.

## حظر الكاهانية
حظرت دولة إسرائيل منذ عام 1985 الأحزاب السياسية التي تتبنى الكاهانية باعتبارها ايديولوجيه عنصرية، ويحظر عليها المشاركة في الحكومة الإسرائيلية.. وكان حزب كاخ محظور من الترشح للكنيست في 1988، في حين أن اثنين من حركات الكاهانية تشكلت في اعقاب اغتيال مائير كاهانا وقد أعلنت المنظمات الإرهابيه غير المشروعة في عام 1994 والجماعات المنحلة رسمياً في وقت لاحق. الأنشطة التي تقوم بها حركات الكاهانية مع اتباع المعتقدات الأخرى تستمر إلى يومنا هذا.